# Rainer Josef Habsbursko-Lotrinský
Rainer Josef Habsbursko-Lotrinský (30. září 1783, Pisa – 16. ledna 1853, Bolzano) byl rakouský arcivévoda, vicekrál Lombardsko-benátského království. Syn císaře Leopolda II. a Marie Ludoviky Španělské.

## Život
Narodil se jako čtrnácté dítě toskánskému velkovévodovi Petru Leopoldovi, pozdějšímu císaři Leopoldovi II., a Marii Ludovice Španělské. Do svých sedmi let vyrůstal ve Florencii a poté ve Vídni. Od mládí se zabýval přírodovědou, především botanikou, uměním a hudbou. Zajímal se o finančnictví a vedle vojenské kariéry plnil také politické úkoly. Po roce 1807 několikrát zastupoval svého bratra císaře Františka I. ve Vídni. Stál v čele mírové strany. V roce 1809 zůstal ve Vídni jako císařský místodržící.
Roku 1817 převzal funkci lombardsko-benátského místokrále. Za jeho vlády byla provedena mincovní reforma a rozvíjel se průmysl. Věnoval pozornost výstavbě silnic v Alpách a zřizování dětských domovů, sirotčinců, chudobinců a nemocnic. Posléze byl také reformován justiční a vojenský systém Lombardie a Benátska. Zájem o botaniku uplatnil ve své letní rezidenci v Monze. Bezprostředně před vypuknutím revoluce v Miláně roku 1848 opustil vicekrál na pokyn vídeňského dvora město a přestěhoval se s celým dvorem a kanceláří do pevnosti Verona. Krátce nato se stáhl z veřejného života a jako soukromá osoba žil v Bolzanu, kde se věnoval svým přírodovědným, uměleckým a vědeckým zájmům. Tam také v roce 1853 zemřel a byl pohřben v kostele Nanebevzetí Panny Marie.

## Manželka a potomci
V roce 1820 se v Praze oženil s Alžbětou Savojsko-Carignanskou. Z manželství vzešlo osm dětí a založil tak vedlejší větev rodu, která vymřela roku 1913.
- Marie (6. února 1821 – 23. ledna 1844), svobodná a bezdětná
- Adelheid (3. června 1822 – 20. ledna 1855), ⚭ 1842 Viktor Emanuel II. ( 14. března 1820 – 9. ledna 1878), v letech 1849 až 1861 král Sardinie a od roku 1861 první král sjednocené Itálie
- Leopold (6. června 1823 – 24. května 1898), generální ženijní inspektor, svobodný a bezdětný
- Arnošt (8. srpna 1824 – 4. dubna 1899), c. a k. generál jezdectva
- Zikmund (7. ledna 1826 – 15. prosince 1891), polní podmaršálek, svobodný a bezdětný
- Rainer Ferdinand (11. ledna 1827 – 27. ledna 1913), ministerský předseda Rakouska v letech 1861–1865, ⚭ 1852 Marie Karolína Rakousko-Těšínská (10. září 1825 – 17. července 1915)
- Jindřich (28. května 1828 – 30. listopadu 1891), ⚭ 1868 morganatický sňatek s Leopoldinou Hofmannovou von Waideck (1842–1891)
- Maxmilián (16. lefdna 1830 – 16. března 1839)

## Vývod z předků
|                                   |                                             |  |                    |                                          |  |  |  |  |  |  |  | Karel V. Lotrinský |
|                                   |                                             |  |                    |                                          |  |  |  |  |  |  |  |                    |
|                                   | Leopold Josef Lotrinský                     |  |                    |                                          |  |  |  |  |  |  |  |                    |
|                                   |                                             |  |                    |                                          |  |  |  |  |  |  |  |                    |
|                                   |                                             |  |                    | Eleonora Marie Josefa Habsburská         |  |  |  |  |  |  |  |                    |
|                                   |                                             |  |                    |                                          |  |  |  |  |  |  |  |                    |
|                                   | František I. Štěpán                         |  |                    |                                          |  |  |  |  |  |  |  |                    |
|                                   |                                             |  |                    |                                          |  |  |  |  |  |  |  |                    |
|                                   |                                             |  |                    | Filip I. Orleánský                       |  |  |  |  |  |  |  |                    |
|                                   |                                             |  |                    |                                          |  |  |  |  |  |  |  |                    |
|                                   | Alžběta Charlotta Orleánská                 |  |                    |                                          |  |  |  |  |  |  |  |                    |
|                                   |                                             |  |                    |                                          |  |  |  |  |  |  |  |                    |
|                                   |                                             |  |                    | Alžběta Šarlota Falcká                   |  |  |  |  |  |  |  |                    |
|                                   |                                             |  |                    |                                          |  |  |  |  |  |  |  |                    |
|                                   | Leopold II.                                 |  |                    |                                          |  |  |  |  |  |  |  |                    |
|                                   |                                             |  |                    |                                          |  |  |  |  |  |  |  |                    |
|                                   |                                             |  |                    | Leopold I.                               |  |  |  |  |  |  |  |                    |
|                                   |                                             |  |                    |                                          |  |  |  |  |  |  |  |                    |
|                                   | Karel VI.                                   |  |                    |                                          |  |  |  |  |  |  |  |                    |
|                                   |                                             |  |                    |                                          |  |  |  |  |  |  |  |                    |
|                                   |                                             |  |                    | Eleonora Magdalena Falcko-Neuburská      |  |  |  |  |  |  |  |                    |
|                                   |                                             |  |                    |                                          |  |  |  |  |  |  |  |                    |
|                                   | Marie Terezie                               |  |                    |                                          |  |  |  |  |  |  |  |                    |
|                                   |                                             |  |                    |                                          |  |  |  |  |  |  |  |                    |
|                                   |                                             |  |                    | Ludvík Rudolf Brunšvicko-Wolfenbüttelský |  |  |  |  |  |  |  |                    |
|                                   |                                             |  |                    |                                          |  |  |  |  |  |  |  |                    |
|                                   | Alžběta Kristýna Brunšvicko-Wolfenbüttelská |  |                    |                                          |  |  |  |  |  |  |  |                    |
|                                   |                                             |  |                    |                                          |  |  |  |  |  |  |  |                    |
|                                   |                                             |  |                    | Kristýna Luisa Öttingenská               |  |  |  |  |  |  |  |                    |
|                                   |                                             |  |                    |                                          |  |  |  |  |  |  |  |                    |
| Rainer Josef Habsbursko-Lotrinský |                                             |  |                    |                                          |  |  |  |  |  |  |  |                    |
|                                   |                                             |  |                    |                                          |  |  |  |  |  |  |  |                    |
|                                   |                                             |  | Ludvík Francouzský |                                          |  |  |  |  |  |  |  |                    |
|                                   |                                             |  |                    |                                          |  |  |  |  |  |  |  |                    |
|                                   | Filip V. Španělský                          |  |                    |                                          |  |  |  |  |  |  |  |                    |
|                                   |                                             |  |                    |                                          |  |  |  |  |  |  |  |                    |
|                                   |                                             |  |                    | Marie Anna Bavorská                      |  |  |  |  |  |  |  |                    |
|                                   |                                             |  |                    |                                          |  |  |  |  |  |  |  |                    |
|                                   | Karel III. Španělský                        |  |                    |                                          |  |  |  |  |  |  |  |                    |
|                                   |                                             |  |                    |                                          |  |  |  |  |  |  |  |                    |
|                                   |                                             |  |                    | Eduard Parmský                           |  |  |  |  |  |  |  |                    |
|                                   |                                             |  |                    |                                          |  |  |  |  |  |  |  |                    |
|                                   | Alžběta Parmská                             |  |                    |                                          |  |  |  |  |  |  |  |                    |
|                                   |                                             |  |                    |                                          |  |  |  |  |  |  |  |                    |
|                                   |                                             |  |                    | Dorotea Žofie Falcko-Neuburská           |  |  |  |  |  |  |  |                    |
|                                   |                                             |  |                    |                                          |  |  |  |  |  |  |  |                    |
|                                   | Marie Ludovika Španělská                    |  |                    |                                          |  |  |  |  |  |  |  |                    |
|                                   |                                             |  |                    |                                          |  |  |  |  |  |  |  |                    |
|                                   |                                             |  |                    | August II. Silný                         |  |  |  |  |  |  |  |                    |
|                                   |                                             |  |                    |                                          |  |  |  |  |  |  |  |                    |
|                                   | August III. Polský                          |  |                    |                                          |  |  |  |  |  |  |  |                    |
|                                   |                                             |  |                    |                                          |  |  |  |  |  |  |  |                    |
|                                   |                                             |  |                    | Kristýna Eberhardýna Hohenzollernská     |  |  |  |  |  |  |  |                    |
|                                   |                                             |  |                    |                                          |  |  |  |  |  |  |  |                    |
|                                   | Marie Amálie Saská                          |  |                    |                                          |  |  |  |  |  |  |  |                    |
|                                   |                                             |  |                    |                                          |  |  |  |  |  |  |  |                    |
|                                   |                                             |  |                    | Josef I. Habsburský                      |  |  |  |  |  |  |  |                    |
|                                   |                                             |  |                    |                                          |  |  |  |  |  |  |  |                    |
|                                   | Marie Josefa Habsburská                     |  |                    |                                          |  |  |  |  |  |  |  |                    |
|                                   |                                             |  |                    |                                          |  |  |  |  |  |  |  |                    |
|                                   |                                             |  |                    | Amálie Vilemína Brunšvicko-Lüneburská    |  |  |  |  |  |  |  |                    |
|                                   |                                             |  |                    |                                          |  |  |  |  |  |  |  |                    |